# 브라니에보

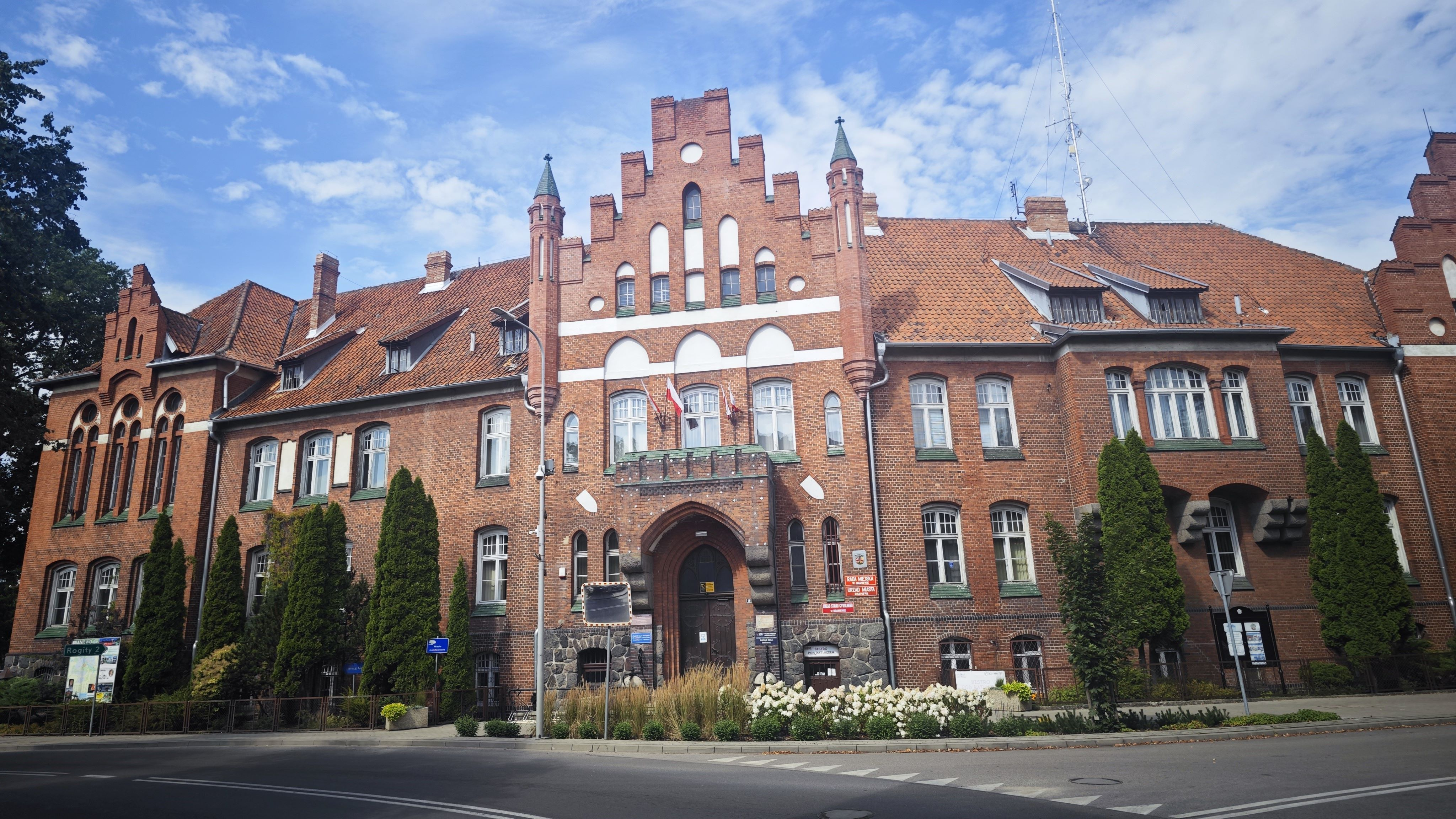
브라니에보 시청

브라니에보(폴란드어: Braniewo)는 폴란드 바르미아마주리주 브라니에보군의 마을로, 브라니에보군의 군청 소재지다. 인구는 16,907명이다.